# Stella Kilonzo
Stella Kilonzo là một kế toán viên và quản trị viên doanh nghiệp người Kenya. Bà là Giám đốc điều hành trước đây của Cơ quan quản lý thị trường vốn Kenya. Bà được bổ nhiệm vào vị trí đó vào tháng 7 năm 2008, và bà tự nguyện từ chức vào cuối nhiệm kỳ bốn năm của mình vào tháng 6 năm 2012. Bà hiện là Giám đốc bộ phận phát triển khu vực tài chính, tại Ngân hàng Phát triển Châu Phi. Bà được bổ nhiệm vào vị trí đó vào tháng 12 năm 2013.

## Bối cảnh và giáo dục
Kilonzo sinh ra ở Nairobi, Kenya. Bà theo học trường tiểu học Government Road và sau đó đã theo học trường trung học cơ sở Precious Blood Girls ở Riruta. Bà học tại Lang'ata Campus của Đại học Công giáo Đông Phi (CUEA), tốt nghiệp với bằng Cử nhân Thương mại.
Sau đó, bà theo học Đại học Loyola ở Chicago, Illinois ở Hoa Kỳ. Bà tốt nghiệp Đại học Loyola với bằng Thạc sĩ Quản trị Kinh doanh, chuyên về tài chính doanh nghiệp. Kilonzo cũng có bằng cấp Kế toán viên (CPA), đạt được ở Hoa Kỳ.

## Sự nghiệp
Sau khi được đào tạo tại Hoa Kỳ, Kilonzo đã làm việc trong quy chế thị trường chứng khoán tại Cơ quan Quản lý Công nghiệp Tài chính (FINRA) ở Chicago, Illinois, Hoa Kỳ trong bốn năm rưỡi. Sau đó, bà trở về Kenya và làm việc tại Pricewaterhouse Coopers (PwC), với tư cách là Chuyên viên cao cấp trong Bộ phận Dịch vụ Tư vấn Tài chính Doanh nghiệp
Bà là Chủ tịch của Cơ quan Quản lý Chứng khoán Đông Phi (EASRA), một diễn đàn cho các nhà quản lý thị trường Đông Phi Capital, từ 2008 đến 2010. Với tư cách là Giám đốc điều hành tại CMA (Kenya), bà cũng ngồi trên Cơ quan Quản lý Bảo hiểm. ở Kenya. Kilonzo cũng là một thành viên cũ của Cơ quan quyền lợi hưu trí Kenya.
Trước khi được bổ nhiệm chức vụ Giám đốc điều hành của CMA Kenya, bà từng là Giám đốc điều hành của CMA (Kenya) từ năm 2007 đến năm 2008. Sau bốn năm làm giám đốc điều hành CMA, bà từ chối xem xét để phục vụ nhiệm kỳ bốn năm với tư cách là Giám đốc điều hành. Bà đã từ chức vào ngày 30 tháng 6 năm 2012. Vào tháng 12 năm 2013, bà được bổ nhiệm làm chức vụ quản lý tại Ngân hàng Phát triển Châu Phi (AfDB), là người đứng đầu bộ phận phát triển khu vực tài chính.